# 태스크 포스
태스크 포스(task force, TF)는 행정기관과 군사 조직 등에서 상설 정규부서 또는 조직과는 다르게, 특정 업무를 해결하거나 사업 목표를 달성하기 위해 전문가 등을 선발하여 '임시로 편성한 애드혹(Ad hoc)조직'을 의미하는 용어다.

## 개요
제2차 세계 대전 당시 미국 해군에서 도입한 군사용어였으나, 이제는 기업뿐만 아니라 사회전반적으로도 널리 쓰이는 용어이다. 북대서양 조약 기구 용어의 표준적인 부분이 되었다. 많은 비군사 조직에서도 한때 위원회의 애드혹 업무였을 임시 활동을 위해 "태스크 포스" 또는 태스크 그룹을 만들고 있다. 비군사적 맥락에서는 실무단을 태스크 포스라고 부르기도 한다.
태스크 포스는 정규 조직이 수행하기 어려운 일들을 제한된 시일동안 효율적으로 해결하기 임시로 편성되며, 구성원들에게는 전문적인 지식이나 능력이 요구된다. 할당된 과업을 달성하거나 기한을 넘기면 조직을 해산하고, 소속 부서에서 차출되었던 구성원들은 자신이 속한 부서로 복귀한다. 이처럼 기존 조직의 직제를 넘어 여러 부서에서 인원을 선발하기 때문에 유동적인 특성을 가지며, 때로는 새로운 조직을 구성하는 근원이 되기도 한다.

## 표기
대한민국에서, 태스크 포스를 태스크 포스 팀(Task Force Team (TFT))이라 부르거나 약칭을 TF가 아니라 TFT, TF팀으로 하는 경우가 있는데, 이는 콩글리시다. 최초로 군사용어에서 유래했기에 때문에 TF라는 단어 자체가 이미 집단을 의미하고 있고, 따라서 TF 뒤에 'team'이라는 단어를 쓸데없이 덧붙일 필요가 없는 것이다. 그래서 영어권에서는 이런 식으로 사용하지 않는다. 국립국어원에서는 순화어로 '태스크 포스'를 '특별 작업반'으로, '태스크 포스 팀'은 '전략팀, 기획팀, 특별팀'으로 다듬어 쓸 수 있다고 했다.
언어 현지화로 전담반, 과업집단, 특수집단, 임시특별팀, 대책본부, 대책위원회, 특별전문위원회 등 수 많은 용어로 번역된다.

## 군사
태스크 포스(기동 부대)는 같은 군대의 군종사이의 합동전을 위해 합동임무부대(Joint Task Force (JTF)), 타국의 군대와의 연합작전을 위한 연합임무부대(Combined Task Force (CTF))로 여러 나라의 군대나 조직에 걸쳐 조직되기도 한다.

### 육군
미국 육군에서 태스크 포스는 다른 부대의 소규모 요소를 부착하여 형성된 대대급(일반적으로 크기에 차이가 있지만) 애드혹 부대이다. 중대급 부대에 기갑 또는 기계화보병 부대가 부착되면 중대 팀이라고 불린다. 여단급의 유사한 부대는 여단전투단(BCT)이라고 불리며, 유사한 연대전투단(RCT)도 있다.
영국 육군 및 기타 영연방 국가의 육군에서는 이러한 부대를 전통적으로 배틀그룹이라고 부른다.
제1 오스트레일리아 태스크 포스(1 ATF)는 1966년부터 1972년까지 베트남 공화국에 배치된 오스트레일리아 육군 및 뉴질랜드 육군 부대를 지휘한 여단급 편성 부대였다. 최근에는 2006년부터 2013년까지 아프가니스탄 우루즈간 주에서 작전한 대대급 부대 및 노던 준주 비상 대응 태스크 포스와 같은 임시 지원 요소를 담당하는 호주 태스크 포스가 지정되었다.

### 미군 태스크 포스에 대한 기타 정보
- 일부 태스크 포스는 던스터포스와 같이 지휘관의 이름을 따서 명명된다.
- 타라와 태스크 포스는 2003년 이라크 침공의 이라크 자유 작전 중 제2해병원정여단에 부여된 이름이다. 이들은 리처드 나톤스키 준장이 지휘하는 해병공지태스크포스로, 제1해병원정군에 소속되었다.
- 레더넥 태스크 포스는 2009년 항구적 자유 작전의 일환으로 아프가니스탄에서 작전 중인 제2해병원정여단에 부여된 이름이다. 이들은 래리 니콜슨 준장이 지휘하는 해병공지태스크포스로, 국제안보지원군 산하에서 활동한다.
- 미국 육군 태스크 포스 리설은 콜로라도 주 포트 카슨에 주둔한 제2-12 보병대대의 이름이다. 육군 제4보병사단 제4여단전투단 제2대대 제12보병연대 태스크 포스 리설의 일부이다. 미군이 가장 격렬한 교전을 벌인 곳 중 하나는 쿠나르 주였으며, 그곳에 주둔하던 태스크 포스 리설 팀은 제173공수부대원들과 그들의 전초기지 레스트레포를 대체했다. 태스크 포스 리설은 국제안보지원군의 일원으로 활동한다. 태스크 포스 리설은 콜로라도 로키 산맥의 산악 지대에서 훈련을 받았고 고고도 전쟁에 능하며, 육군의 최고 다목적 경보병 부대 중 하나임을 자랑한다. 태스크 포스 리설의 코만도들은 2003년 테러와의 전쟁이 시작된 이래 미 육군의 가장 정예 태스크 포스 중 하나로 남아 있다.
- 태스크 포스 1-41 보병대는 1991년 1월부터 3월까지의 걸프 전쟁에 참전한 미 육군 중대대 태스크 포스였다. 태스크 포스 1-41 보병대대는 1991년 2월 15일 사우디아라비아 국경을 최초로 돌파하고 1991년 2월 17일 이라크에서 적과 직접 및 간접 교전을 벌이는 지상 전투 작전을 수행한 연합군이었다. 이 부대는 주로 독일 연방 공화국 브레멘 북쪽 24킬로미터(15마일)에 위치한 루시우스 D. 클레이 막사에 주둔한 제2기갑사단(전진)의 제1대대 제41보병연대, 제3대대 제66기갑연대, 제4대대 제3야전포병연대로 구성되었다.

## 정부
정부나 기업에서 태스크 포스는 특정 문제를 해결하기 위해 설립된 임시 조직이다. 이는 보다 공식적인 애드혹 위원회로 간주된다.
태스크 포스는 일반적으로 전문가들로 구성된 특별 위원회로, 특정 문제를 연구하기 위해 명시적으로 구성된다. 태스크 포스는 일반적으로 현재 상황을 평가하기 위해 어떤 종류의 감사를 수행한 다음, 현재 존재하는 모든 문제 목록을 작성하고 어떤 문제가 해결할 가치가 있는지, 실제로 해결할 수 있는지 평가한다. 그런 다음 태스크 포스는 문제에 대한 일련의 해결책을 공식화하고, 특정 기준에 따라 각 문제에 대한 "최선의" 해결책을 선택한다. 예를 들어, 과도한 정부 지출을 없애기 위해 설립된 태스크 포스는 "최선의" 해결책을 가장 많은 돈을 절약하는 것으로 간주할 수 있다. 일반적으로 태스크 포스는 조사 결과와 제안된 해결책을 조직 설립을 요청한 기관에 제출한다. 그러면 해당 기관이 태스크 포스의 권고 사항에 따라 실제로 행동할지 여부를 결정한다.

## 비즈니스
비즈니스에서 태스크 포스는 군사 상황과 유사하게 특정 주제에 집중하는 임시 그룹을 형성하기 위해 시작되며, 긴급한 처리, 해결 또는 결과가 필요한 경우에 사용된다. 주제별 태스크 포스는 매우 일반적이다. NASA의 교훈에는 여러 태스크 포스의 정보가 포함되어 있다.

## 대중매체에서의 태스크 포스
- 태스크 포스 141(Task Forces 141 (TF 141)), 콜 오브 듀티: 모던 워페어 2와 콜 오브 듀티: 모던 워페어 3에 등장하는 국제 특수작전부대.[10][11]

## 같이 보기
- 국제 인터넷 표준화 기구
- 합동임무부대
- 캄프그루페
- 우주 태스크 그룹
- 업무 관리
- 군사 태스크 포스의 목록

## 추가 자료
- Timothy M. Bonds, Myron Hura, Thomas-Durrell Young (2010). Enhancing Army Joint Force Headquarters Capabilities. Santa Monica, CA: RAND Corporation.